# كأس العالم لكرة الماء (فينا)
كأس العالم لكرة الماء (بالإنجليزية: FINA Water Polo World Cup) في بطولة العالم لكرة الماء للرجال، بدأت منافساتها في سنة 1979 وتنظم من قبل الاتحاد الدولي للسباحة وتقام البطولة حالياً كل 4 سنوات ويتنافس فيها 8 منتخبات وطنية، أكثر المنتخبات الفائزة بالكأس هو منتخب صربيا الوطني لكرة الماء حيث فاز ب5 كؤوس.

## الترتيب
| الترتيب | منتخب            | ذهبية | فضية | برونزية | المجموع |
| ------- | ---------------- | ----- | ---- | ------- | ------- |
| 1       | صربيا1           | 5     | 2    | 2       | 9       |
| 2       | المجر            | 3     | 4    | 2       | 9       |
| 3       | روسيا2           | 3     | 1    | 1       | 5       |
| 4       | الولايات المتحدة | 2     | 2    | –       | 4       |
| 5       | إيطاليا          | 1     | 3    | 1       | 5       |
| 6       | ألمانيا          | 1     | 1    | 1       | 3       |
| 7       | كرواتيا          | –     | 1    | 1       | 2       |
| 7       | اليونان          | –     | 1    | –       | 1       |
| 9       | إسبانيا          | –     | –    | 5       | 5       |
| 10      | أستراليا         | –     | –    | 1       | 1       |
| 10      | كوبا             | –     | –    | 1       | 1       |

1.^ فريق صربيا هو الخلف الرسمي لفرق يوغوسلافيا وصربيا والجبل الأسود.
2.^ روسيا هي الخلف الرسمي للاتحاد السوفياتي.

### تفاصيل المشاركة
- الأول – البطل
- 2 – المركز الثاني
- 3 – المركز 3
- 4 – المركز الرابع
- QF - ربع النهائي
- ×  — لم يدخل المؤهلات
- •  — لم يتأهل لنهائي البطولة
- ••  — تأهل لكنه انسحب
- — المضيفين

| الفريق                                               | 1979 (8)                | 1981 (8)                | 1983 (8)                | 1985 (8)                | 1987 (8)                | 1989 (8)                | 1991 (8)                | 1993 (8)                                                 | 1995 (8)                                                 | 1997 (8)                                                 | 1999 (8)                                                 | 2002 (8)                                                 | 2006 (8)                                                 | 2010 (8) | 2014 (8) | السنة |
| ---------------------------------------------------- | ----------------------- | ----------------------- | ----------------------- | ----------------------- | ----------------------- | ----------------------- | ----------------------- | -------------------------------------------------------- | -------------------------------------------------------- | -------------------------------------------------------- | -------------------------------------------------------- | -------------------------------------------------------- | -------------------------------------------------------- | -------- | -------- | ----- |
| أستراليا                                             | •                       | 7                       | •                       | 7                       | •                       | 7                       | 7                       | 3                                                        | •                                                        | •                                                        | 8                                                        | •                                                        | •                                                        | 6        | 5        | 8     |
| بلغاريا                                              | 8                       | 8                       | •                       | •                       | •                       | •                       | •                       | •                                                        | •                                                        | •                                                        | •                                                        | •                                                        | •                                                        | •        | •        | 2     |
| الصين                                                | •                       | •                       | •                       | •                       | •                       | •                       | •                       | •                                                        | •                                                        | •                                                        | •                                                        | •                                                        | •                                                        | 7        | •        | 1     |
| كرواتيا                                              | جزء من يوغوسلافيا       | جزء من يوغوسلافيا       | جزء من يوغوسلافيا       | جزء من يوغوسلافيا       | جزء من يوغوسلافيا       | جزء من يوغوسلافيا       | جزء من يوغوسلافيا       | •                                                        | 8                                                        | 8                                                        | •                                                        | 8                                                        | 4                                                        | 2        | 3        | 6     |
| كوبا                                                 | •                       | 3                       | 8                       | •                       | 7                       | •                       | •                       | 8                                                        | •                                                        | •                                                        | •                                                        | •                                                        | •                                                        | •        | •        | 4     |
| ألمانيا · ألمانيا الغربية                            | 5                       | •                       | 2                       | الأول                   | 3                       | 5                       | 8                       | 6                                                        | •                                                        | •                                                        | •                                                        | •                                                        | •                                                        | •        | •        | 7     |
| اليونان                                              | •                       | •                       | •                       | 8                       | 8                       | •                       | •                       | 7                                                        | 6                                                        | 2                                                        | 7                                                        | 5                                                        | 7                                                        | •        | •        | 8     |
| المجر                                                | الأول                   | 6                       | 7                       | •                       | •                       | 3                       | 4                       | 2                                                        | الأول                                                    | 3                                                        | الأول                                                    | 2                                                        | 2                                                        | •        | 2        | 12    |
| إيران                                                | •                       | •                       | •                       | •                       | •                       | •                       | •                       | •                                                        | •                                                        | •                                                        | •                                                        | •                                                        | •                                                        | 8        | •        | 1     |
| إيطاليا                                              | 6                       | •                       | 3                       | 5                       | 5                       | 2                       | •                       | الأول                                                    | 2                                                        | 5                                                        | 2                                                        | 4                                                        | 5                                                        | •        | •        | 11    |
| كازاخستان                                            | جزء من الاتحاد السوفيتي | جزء من الاتحاد السوفيتي | جزء من الاتحاد السوفيتي | جزء من الاتحاد السوفيتي | جزء من الاتحاد السوفيتي | جزء من الاتحاد السوفيتي | جزء من الاتحاد السوفيتي | •                                                        | •                                                        | •                                                        | •                                                        | •                                                        | •                                                        | •        | 6        | 1     |
| الجبل الأسود                                         | جزء من يوغوسلافيا       | جزء من يوغوسلافيا       | جزء من يوغوسلافيا       | جزء من يوغوسلافيا       | جزء من يوغوسلافيا       | جزء من يوغوسلافيا       | جزء من يوغوسلافيا       | جزء من صربيا والجبل الأسود/منتخب صربيا الوطني لكرة الماء | جزء من صربيا والجبل الأسود/منتخب صربيا الوطني لكرة الماء | جزء من صربيا والجبل الأسود/منتخب صربيا الوطني لكرة الماء | جزء من صربيا والجبل الأسود/منتخب صربيا الوطني لكرة الماء | جزء من صربيا والجبل الأسود/منتخب صربيا الوطني لكرة الماء | جزء من صربيا والجبل الأسود/منتخب صربيا الوطني لكرة الماء | •        | 7        | 1     |
| هولندا                                               | •                       | •                       | 6                       | 6                       | •                       | •                       | •                       | •                                                        | 7                                                        | •                                                        | •                                                        | •                                                        | •                                                        | •        | •        | 3     |
| رومانيا                                              | 7                       | •                       | •                       | •                       | •                       | •                       | 6                       | •                                                        | •                                                        | •                                                        | •                                                        | •                                                        | 6                                                        | 5        | •        | 4     |
| روسيا                                                | جزء من الاتحاد السوفيتي | جزء من الاتحاد السوفيتي | جزء من الاتحاد السوفيتي | جزء من الاتحاد السوفيتي | جزء من الاتحاد السوفيتي | جزء من الاتحاد السوفيتي | جزء من الاتحاد السوفيتي | 5                                                        | 3                                                        | 4                                                        | 4                                                        | الأول                                                    | 8                                                        | •        | •        | 6     |
| صربيا                                                | جزء من يوغوسلافيا       | جزء من يوغوسلافيا       | جزء من يوغوسلافيا       | جزء من يوغوسلافيا       | جزء من يوغوسلافيا       | جزء من يوغوسلافيا       | جزء من يوغوسلافيا       | جزء من صربيا والجبل الأسود/منتخب صربيا الوطني لكرة الماء | جزء من صربيا والجبل الأسود/منتخب صربيا الوطني لكرة الماء | جزء من صربيا والجبل الأسود/منتخب صربيا الوطني لكرة الماء | جزء من صربيا والجبل الأسود/منتخب صربيا الوطني لكرة الماء | جزء من صربيا والجبل الأسود/منتخب صربيا الوطني لكرة الماء | جزء من صربيا والجبل الأسود/منتخب صربيا الوطني لكرة الماء | الأول    | الأول    | 2     |
| صربيا والجبل الأسود/ · منتخب صربيا الوطني لكرة الماء | جزء من يوغوسلافيا       | جزء من يوغوسلافيا       | جزء من يوغوسلافيا       | جزء من يوغوسلافيا       | جزء من يوغوسلافيا       | جزء من يوغوسلافيا       | جزء من يوغوسلافيا       | •                                                        | •                                                        | 7                                                        | 5                                                        | 3                                                        | الأول                                                    |          |          | 4     |
| جنوب إفريقيا                                         | •                       | •                       | •                       | •                       | •                       | •                       | •                       | •                                                        | •                                                        | •                                                        | •                                                        | •                                                        | •                                                        | •        | 8        | 1     |
| الاتحاد السوفيتي                                     | 4                       | الأول                   | الأول                   | •                       | 2                       | 6                       | 5                       |                                                          |                                                          |                                                          |                                                          |                                                          |                                                          |          |          | 6     |
| إسبانيا                                              | •                       | 5                       | 5                       | 3                       | 6                       | 4                       | 3                       | •                                                        | 5                                                        | 6                                                        | 3                                                        | 6                                                        | 3                                                        | 3        | •        | 12    |
| الولايات المتحدة                                     | 2                       | 4                       | 4                       | 2                       | 4                       | 8                       | الأول                   | 4                                                        | 4                                                        | الأول                                                    | 6                                                        | 7                                                        | •                                                        | 4        | 4        | 14    |
| يوغوسلافيا                                           | 3                       | 2                       | •                       | 4                       | الأول                   | الأول                   | 2                       |                                                          |                                                          |                                                          |                                                          |                                                          |                                                          |          |          | 6     |